# Eutrichosiphum makii
Eutrichosiphum makii är en insektsart som beskrevs av Raychaudhuri, D.N. och Sankar Chatterjee 1974. Eutrichosiphum makii ingår i släktet Eutrichosiphum och familjen långrörsbladlöss. Inga underarter finns listade i Catalogue of Life.